# 阿尔瓦罗·奥德里奥索拉
阿尔瓦罗·奥德里奥索拉·阿尔萨柳斯（西班牙語：Álvaro Odriozola Arzallus，1995年12月14日—），出生于西班牙圣塞瓦斯蒂安，是一名西班牙职业足球员，司职右后卫。現效力西甲俱樂部皇家蘇斯達。

## 俱乐部生涯

### 皇家社会
出生在巴斯克自治区圣塞瓦斯蒂安的奥德里奥索拉在2006年加入了当地球会皇家社会的青训营。2013年9月1日，奥德里奥索拉在一场西乙B联赛的比赛中代表皇家社会B队首发出场，上演成年队首秀。球队最终客场0–3不敌拉斯帕尔马斯，同样是在9月，他也代表球队在歐洲青年聯賽中有过几次出场。
奥德里奥索拉在2014–15赛季被正式提拔至皇家社会B队，征战西乙B联赛，并在2014年9月6日主场3–0战胜皇家伊伦联的比赛中打进首个进球。2016年2月25日，奥德里奥索拉与球队续约至2018年。
2017年1月16日，由于一线队的两名右后卫卡洛斯·马丁内斯和萨尔杜阿同时受到伤病困扰，奥德里奥索拉获得了在一线队——以及西甲联赛上演首秀的机会。他在客场2–0战胜马拉加的比赛中首发出场。在随后的2016–17賽季西甲聯賽中，奥德里奥索拉获得了16次出场机会。
2017年6月10日，奥德里奥索拉与俱乐部续约至2022年，并被正式提拔注册到了一线队参加2017–18賽季西甲聯賽，成为了球队的主力右后卫。2018年2月15日，奥德里奥索拉在2017–18年欧洲联赛32强赛首回合于阿诺埃塔球场2–2战平萨尔斯堡红牛的比赛中打进首个职业比赛进球。

### 皇家马德里
2018年7月5日，皇家马德里与皇家社会达成协议，以转会形式签下奥德里奥索拉。转会费为3000万+500万欧元的浮动条款。
2021年4月21日，奥德里奥索拉在球隊以3-0擊敗加的斯的比賽中，踢進了自己的第一個西甲聯賽進球。

### 拜仁慕尼黑（租借）
2020年1月冬季轉會窗，以外借方式至德甲球會拜仁慕尼黑，主要是作為輪值用的替補右後衛。最後並沒有太多出場機會，即使在帕瓦德於歐冠淘汰賽受傷的時候，拜仁也是選擇將基米希從中場調回右後衛並添補新中場來應對。不過這段期間他仍是隨隊獲得了三冠王的榮譽，他也是在2019/20賽季全歐洲獲得最多冠軍的球員（西甲、西班牙超級杯、德甲、德國杯、歐冠）。

### 佛罗伦萨（租借）
2022年1月17日，奥德里奥索拉在球隊以6-0擊敗熱那亞的比賽中，踢進了自己的第一個義甲聯賽進球。

## 国家队生涯
奥德里奥索拉曾入选过塞拉德斯执教的西班牙U21国家队，帮助球队杀入2017年欧洲U-21足球锦标赛决赛。2017年10月6日，奥德里奥索拉上演代表西班牙国家足球队的首秀，在2018年世界杯外围赛3–0战胜阿尔巴尼亚的比赛中首发并打满全场，并助攻蒂亚戈打进一球。
奥德里奥索拉入选了西班牙参加2018年俄罗斯世界杯的最终23人大名单。2018年6月3日，西班牙在比利亞雷阿爾的情歌球场1–1战平瑞士的比赛中，奥德里奥索拉打进了代表国家队的首个进球。

### 國家隊進球
最後更新：2018年6月3日
| No. | 日期       | 比賽場地                       | 對手 | 比分 | 賽果 | 賽事   |
| --- | ---------- | ------------------------------ | ---- | ---- | ---- | ------ |
| 1.  | 2018.06.03 | 西班牙, 比利亞雷阿爾, 陶瓷球場 | 瑞士 | 1-0  | 1-1  | 友誼賽 |

## 榮譽

### 球會
皇家马德里
- 西班牙足球甲级联赛冠軍：2019－20賽季
- 西班牙超級盃冠軍：2019－20賽季
- 国际足联俱乐部世界杯冠軍：2018、2022年
- 西班牙國王盃冠軍：2022－23賽季

 拜仁慕尼黑
- 德甲冠軍：2019－20賽季
- 德国足协杯冠軍：2019－20賽季
- 歐洲冠軍聯賽冠軍：2019－20賽季

### 國家隊
西班牙U21
- U21歐洲國家盃亞軍：2017年